# 小行星843
小行星843（843 Nicolaia）是一颗围绕太阳公转的小行星。1916年9月30日，霍尔格·蒂勒在汉堡描述了此天体。
該小行星以蒂勒的父亲，丹麥天文学家、数学家托瓦爾·N·蒂勒命名。
这颗小行星的绝对星等为13.8等。这颗小行星在失踪65年后，於1981年再度被找到。

## 相关條目
- 小行星列表/10001-11000

## 外部連結
- Asteroid Lightcurve Database (LCDB) （页面存档备份，存于）, query form (info （页面存档备份，存于）)
- Dictionary of Minor Planet Names, Google books
- Discovery Circumstances: Numbered Minor Planets (10001)-(15000) （页面存档备份，存于） – Minor Planet Center
- 小行星843 at AstDyS-2, Asteroids—Dynamic Site
  - Ephemeris · Observation prediction · Orbital info · Proper elements · Observational info
- NASA JPL小天體瀏覽器上的小行星843

| 前一小行星： 小行星842 | 小行星列表 | 後一小行星： 小行星844 |